# 赭山街道
赭山街道，是中华人民共和国安徽省芜湖市镜湖区下辖的一个乡镇级行政单位。

## 行政区划
赭山街道下辖以下地区：
荷塘社区、大官山社区、新园社区、黄果山社区、小官山社区、小赭山社区和凤凰山社区。